# Alforjas taylori
Alforjas taylori és una espècie extinta de mamífer artiodàctil de la família dels camèlids que visqué a Nord-amèrica a cavall del Miocè superior i el Pliocè inferior. Se n'han trobat restes fòssils als Estats Units i Mèxic. Es tracta de l'única espècie del gènere Alforjas. És un parent proper de la llama, l'alpaca, la vicunya i el guanac. El nom genèric Alforjas és una paraula castellana que significa 'alforges' i que es fa servir de manera col·loquial per referir-se als geps d'un animal, mentre que el nom específic taylori fou escollit en honor del mastòleg estatunidenc Beryl E. Taylor.